# Gregory Tyree Boyce
Gregory Tyree Boyce (California, 5 dicembre 1989 – Las Vegas, 13 maggio 2020) è stato un attore statunitense, noto per avere interpretato il ruolo di Tyler Crowley in Twilight.

## Biografia
Gregory Tyree Boyce nacque in California, dove trascorse la sua infanzia. Nel 2008 interpretò il ruolo di Tyler nel film campione d'incassi Twilight, mentre nel 2018 recitò nel video del singolo musicale Apocalypse di Trevor Jackson.
Nel 2010 divenne padre di una bambina, Alaya.
Il 13 maggio 2020 fu ritrovato senza vita nella sua casa di Las Vegas insieme alla fidanzata Natalie Adepoju. La notizia è stata diffusa dalla stampa statunitense il 19 maggio successivo, la causa del decesso è imputabile a un'assunzione di cocaina e Fentanyl con successiva intossicazione .

## Filmografia

### Cinema
- Twilight, regia di Catherine Hardwicke (2008)

### Video musicali
- Apocalypse, di Trevor Jackson (2018)